# Vasile Ouatu
Vasile Ouatu (n. 29 iunie 1949 – d. 22 martie 2020, Iași, România) a fost un politician și om de afaceri român, director al Complexului Comercial Unic din Piatra Neamț și patron al echipei de volei feminin VC Unic Piatra Neamț, începând cu finalul anilor 1980.
Între anii 2004 și 2008, Ouatu a fost viceprimar al municipiului Piatra Neamț.

## Activitate, funcții
A mai deținut și funcțiile de vicepreședinte al Federației Române de Volei, manager al echipei naționale de volei feminin a României, precum și viceprimar  (2004–2008) și consilier local al municipiului Piatra Neamț, ca membru al Partidului Național Liberal. În Piatra Neamț a fost cunoscut și ca manager al restaurantului local „Cocoșul de Aur”.

## Viață personală
Ouatu a avut doi frați. Soția acestuia, Adriana, a decedat în anul 2019 din cauza unei boli. Împreună cu ea a avut doi copii, Ana Maria și Cristi. Pe 19 martie, Ouatu a fost testat pentru coronavirus și declarat infectat. Acesta a decedat pe 22 martie, la Iași, fiind al treilea deces de pe teritoriul României din timpul pandemiei. Suferea și de diabet. A fost înmormântat în cimitirul Mănăstirii Bistrița din comuna Alexandru cel Bun, fără prezența membrilor familiei, date fiind restricțiile impuse în timpul pandemiei.